# Kalbaskraal
Kalbaskraal is een dorp in de Zuid-Afrikaanse provincie West-Kaap. Kalbaskraal behoort tot de gemeente Swartland dat onderdeel van het district Weskus is.